# でりい丸
でりい丸（でりいまる）は、大阪商船が1922年に建造した貨客船である。太平洋戦争中に日本海軍に特設砲艦として徴用され、一般商船を装って敵潜水艦に逆襲する囮作戦へ投入されたがアメリカ潜水艦「ソードフィッシュ」により撃沈された。文献によっては「デリー丸」と記載されていることがあるが、登録船名はひらがな表記である。

## 船歴
「でりい丸」は、大阪商船のバンコク・スラバヤ航路用貨客船として、1922年（大正11年）に大阪鉄工所因島工場で進水した。当初は予定航路に就航したが、1926年（大正15年）に他社との競争に敗れた大阪商船はバンコク・スラバヤ線から撤退する。そのため、1927年（昭和2年）に大阪商船が台湾総督府命令航路として運航中の高雄港・広東線へ配船替えとなった。高雄・広東航路では海賊の襲撃を複数回受け、「またもやられたでりい丸」と話題になった。
1937年（昭和12年）7月に日中戦争が勃発すると、「でりい丸」は日本海軍により徴用された。同年10月末に大阪商船から海軍へ引き渡され、同年11月23日までの播磨造船所における工事で特設砲艦として改装された。青島占領や廈門攻略作戦、広東作戦などに参加し、艦砲射撃や海上封鎖に従事した。
1939年（昭和14年）中に徴用解除となった「でりい丸」は商用航海に復帰。1941年（昭和16年）8月には、南部仏印進駐で重要航路となったサイゴン・バンコクと日本を結ぶ線に就航している。
1941年（昭和16年）後半、日米関係の極度の悪化を受けた開戦準備が進み、同年11月18日付けで「でりい丸」は再び日本海軍により徴用された。そして、太平洋戦争勃発直後の同年12月10日付けで特設砲艦籍へ編入、武装の搭載など所要の改装が施される。馬公警備府に配備され、ルソン島アパリで拿捕されたアメリカ貨物船「セタス」（Cetus）の回航や、陸軍部隊を乗せた護送船団の護衛など台湾周辺で行動した。1942年（昭和17年）4月10日に新設の第一海上護衛隊へ編入され、船団護衛任務でシンガポールまで行動するが、同年7月20日には横須賀鎮守府部隊へ異動となった。横須賀鎮守府部隊では日本近海で船団護衛に従事した。
1943年（昭和18年）12月からアメリカ海軍潜水艦による熊野灘や遠州灘での通商破壊被害が続出したのに対抗し、日本海軍は、囮船を使って敵潜水艦を誘い出して撃沈する作戦を計画した。そして、「でりい丸」が囮船に選ばれた。「でりい丸」は、防水隔壁の増設、敵魚雷を食い止める防雷網、敵魚雷の磁気信管を誤作動させるための磁力発生装置搭載などの改装工事を佐世保で施された。大砲や爆雷、水中聴音機・水中探信儀などの対潜兵装も搭載されていたが、外見は非武装の商船に見えるよう擬装された。
囮船に改装された「でりい丸」は、引き続き横須賀鎮守府部隊に属して1944年（昭和19年）1月に囮船として初めての出撃をした。しかし、後述のように1月16日に八丈島付近でアメリカ潜水艦の奇襲を受け、悪天候も重なって沈没した。

## 囮作戦で沈没
横須賀鎮守府は、1944年（昭和19年）1月14日、「でりい丸」と第50号駆潜艇をもって乙作戦支隊を編成、八丈島方面での敵潜水艦誘致作戦を命じた（機密横鎮電令作27号）。途中で駆逐艦「澤風」と第23号掃海艇も合流する手筈で、基地航空隊も作戦を支援した。
1月15日正午に横須賀を出撃した「でりい丸」と第50号駆潜艇は、4kmの間隔を開けて並列した掃討隊形を組み、速力8ノットで之字運動しつつ作戦海域へ南下した。伊豆大島東方37km付近で「でりい丸」が敵潜水艦らしき反応を捉えたが、確信が得られなかった。1時間ほどで捜索を打ち切った2隻は南下を続けた。
このとき、アメリカ潜水艦「ソードフィッシュ」が「でりい丸」を密かに発見していた。「でりい丸」を単なる商船と判断した「ソードフィッシュ」は攻撃を決意し、1月16日午前0時20分頃、御蔵島東北東37km付近（日本側記録）・北緯34度04分 東経139度56分 / 北緯34.067度 東経139.933度（アメリカ側記録）の地点にいた「でりい丸」に対し雷撃を加えた。日本側は水中聴音機を使用中だったが魚雷のスクリュー音を捉えられず、魚雷の航跡も視界は比較的良好にもかかわらず発見できなかったため、被弾まで「でりい丸」はまったく襲撃に気付かなかった。
魚雷は「でりい丸」の船首左舷に命中し、船体が船橋から前後に切断された。老朽化の影響か船首側は分解してしまったが、船尾側は破断個所からの浸水を一時は食い止めて沈没を免れるかと思われた。そこで、逆進して三宅島へ擱座しようと努力したが、次第に風が強まって風速15-17mに達し、高波により船体上面からも浸水して石炭庫が満水となった。16日午前3時37分に総員退去が命じられ、わずか2分後に沈没した。予想外の急な沈没だったため救命ボートを降ろす間もなく、乗員の約8割にあたる軍人145-155人・軍属6人が戦死した。船橋から海に投げ出された艦長以下43人だけが護衛艦艇によって収容された。
日本側は、意識を回復した「でりい丸」艦長の指揮の下、1月16日12時に駆けつけた「澤風」および第23号掃海艇も加わって潜水艦掃討を試みた。航空機の誘導に基づき3隻合計30発の爆雷攻撃が行われ、日本側は海面への油や気泡の流出を根拠に「撃沈確実」と判定した。しかし、「ソードフィッシュ」は作戦行動を継続しており、日本側の誤認戦果だった。

## 砲艦長
- 森野草六郎 中佐：1937年11月15日[19] - 1938年12月15日[20]
- 佐々木喜代治 大佐：1938年12月15日[20] - 1939年11月15日[21]
- 菊田福三郎 予備大尉/大尉：1941年12月10日 - 1943年9月15日
- 中村敏雄 中佐：1943年9月15日 - 1944年1月16日